# Synchronsignal
Ein Synchronsignal ist ein technisches Hilfsmittel der Nachrichtentechnik zur Signalisierung und Synchronisierung von zwei oder mehr Vorgängen. Synchronsignale werden in der Regel willentlich erzeugt und weisen meist eine hohe Periodizität sowie Erkennbarkeit und technische Lesbarkeit auf. Modulation mit einem oder mehreren Tönen oder Tonfolgen war vor dem Durchbruch der Digitaltechnik eine gängige Methode zur Codierung.

## Zeitmesstechnik
Durch Ausstrahlung von Zeitsignalen, z. B. dem DCF77-Zeitzeichensender der Physikalisch-Technische Bundesanstalt (PTB) in Braunschweig, durch die stündlichen Signaltöne diverser Rundfunksender, durch das Videotext-Signal sowie die hoch präzisen TV-Bildwechselsignale, aber auch durch die Netzfrequenz (von 50 Hz in Europa) ist es jedem Empfänger möglich, seine Zeitgeber auf diese Quellen zu synchronisieren. Weiterhin bietet das Internet die Möglichkeit, Zeitsignale über Zeit-Synchronisationsprotokolle (z. B. nach RFC-Norm) abzurufen. Die erzielbaren Genauigkeiten sind dabei höchst unterschiedlich. Meist ergibt sich durch unbekannte Signallaufzeiten ein Versatz und bei wechselnden Übertragungswegen eventuell auch ein sogenannter Jitter.
Durch auf das Stromnetz aufmodulierte Signale werden die Tarifzeiten für die Umschaltung von Tag- und Nachtstrom an die Verbrauchszähler übermittelt.

## Funktechnik
Für Drahtlosnetzwerke im Zeit-Multiplex-Verfahren ist die Synchronität der zum Senden berechtigten Teilnehmer von großer Wichtigkeit. Meist wird ein Master eingesetzt, der ein Synchronsignal durch seine Aussendungen vorgibt und im Weiteren dafür sorgt, dass jedem Teilnehmer gewisse Zeitfenster für deren eigene Aussendungen zugeteilt werden. Es gibt auch Netzwerke ohne speziellen Master, bei denen dann jeder der quasi gleichberechtigten Teilnehmer mit seinen Aussendungen an der Synchronisation beteiligt ist.

## Audiotechnik
Klassische Anrufbeantworter mit Tonband oder Compact-Kassette benutzten eine sogenannte Index-Spur oder ein eingebettetes Index-Signal, auf die für den Start und das Ende einer jeden Aufnahme eine Kennung in Form eines Signaltons aufgenommen wurde. Beim Abspielen war dieses Signal meist hörbar und informierte den Benutzer über die Grenzen der jeweiligen Sinn-Einheit. Ebenso war es je nach Modell möglich, dass sich das Gerät hierüber selbst steuern konnte.
Für Dia-Präsentationen existiert die Möglichkeit, ähnliche Index-Signale auf ein Präsentationsband zu integrieren und damit die Weiterschaltung der angeschlossenen Projektoren zu steuern. Mittlerweile haben sich besonders im professionellen Bereich immer mehr digitale Steuerungen auf Computer-Basis durchgesetzt.
In der klassischen Studiotechnik kommen für Musikaufnahmen schon seit langem Mehrspurbandsysteme zum Einsatz, die immer eine Spur für das Synchronsignal beinhalten. Dieses wird in der Regel zuerst auf das Band geschrieben und enthält einen fortwährenden, dichten Strom aus Einzelsignalen, die zur Kontrolle und Steuerung der Bandgeschwindigkeit dienen. Zwar sind die dort eingesetzten Techniken bereits sehr hochwertig, doch kann sich aus Gründen wie Temperatur, Feuchte, Bandspannung und ähnlichem dennoch eine Variation der Aufnahme- und Abspielgeschwindigkeiten ergeben, was zur Beeinträchtigung der Qualität führen könnte.

## Videotechnik
In der gebräuchlichen analogen Video- und TV-Technik werden die sogenannten HSYNC- und VSYNC-Signale verwendet. Der HSYNC dient der horizontalen Synchronisation der in einer Zeile wiedergegebenen Bilddaten. Der VSYNC koordiniert dagegen den Start der ersten Zeile in der vertikalen Richtung. Siehe dazu bei Composite Video und Fernsehsignal (bzw. -BAS-Signal). Digitale Versionen dieser Signale wurden zum Beispiel in der Norm BT.868 spezifiziert.
Im Computersektor ist der sogenannte VSync-Interrupt eine wichtige Komponente, die dafür sorgt, dass Bildwechsel immer genau dann erfolgen, wenn neue Daten vorliegen und zugleich die Darstellung der bisherigen Daten komplett abgeschlossen ist. Bei Deaktivierung des VSync als Kriterium lassen sich Schmutzeffekte wie „Tearing“ beobachten, aber auch Messungen der Peak-Performance (Spitzenleistung) des Systems durchführen. Bei manchen älteren Systemen (z. B. C64) ist auch ein HSync-Interrupt verfügbar, was sich jedoch angesichts der ständig zunehmenden Leistungsfähigkeit von Grafikprozessoren als technisches Konzept mittlerweile überholt hat.

## Multimediatechnik
Bei Multimedia-Systemen kommt es oftmals durch unterschiedliche Laufzeiten der eingehenden Rohdaten durch die jeweiligen Verarbeitungseinheiten zu unschönem Zeitversatz, so dass z. B. Bild und Ton nicht mehr ausreichend synchron zur Präsentation kommen. Durch die Indizierung der Quelldaten und die Einplanung von Puffern am Ausgang kann durch nahezu zeitgleiches Anstoßen der Darstellung von Puffer-Elementen mit gleichem Index die Synchronisation wieder hergestellt werden.

## Datentechnik
Im Rahmen einer jeden digitalen Übertragung ist es nötig, die Gültigkeitszeit eines Datums auf einem Kanal zu bestimmen. Hierzu gibt es diverse Techniken, die auf Clock-Signalen, zurückgewonnenen Clocks, auf Flanken und Pegeln, wie auch auf diversen Select- und Strobe-Signalen basieren. Weiterhin werden Bit- und Wortgrenzen bei serieller Übertragung gerne durch Start- und Stopbits sowie durch Header-Signaturen gekennzeichnet. Teile hiervon werden auch im OSI-Modell abgebildet.
Bei Datenaufzeichnung auf magnetische Medien werden zusätzlich zu den reinen Datenbits Synchronimpulse geschrieben, damit die Leseelektronik später synchron den Datentakt verfolgen kann. Dabei gibt es verschiedene Verfahren wie z. B. MFM und GCR sowie Prinzipien wie NRZ.